# Jean Achard (pittore)
Jean Alexis Achard (Voreppe, 17 aprile 1807 – Grenoble, 2 ottobre 1884) è stato un pittore e incisore francese.

## Biografia
Jean Alexis Achard nacque a Voreppe da una famiglia di agricoltori. Fu autodidatta, e iniziò a lavorare come impiegato presso un avvocato. Iniziò il suo apprendistato da pittore copiando dipinti al Museo di Grenoble. Successivamente frequentò la scuola pubblica municipale di Grenoble e fu seguito dai pittori della scuola di Lione, che gli diedero i primi rudimenti. Tra i suoi insegnanti, dal 1824 al 1830 ci fu Isidore Dagnan. All'età di 27 anni Achard si spostò a Parigi, dove iniziò a copiare le opere dei maestri olandesi al Louvre.
Achard partecipò ad una spedizione patrocinata dai Sansimoniani, vivendo in Egitto dal 1835 al 1837 con l'amico Victor Sappey. Ritornò in Francia portando con sé paesaggi e scene di genere. Espose al Salon di Parigi l'opera Vue prise aux environs du Caire. Da lì in avanti Achard espose con regolarità: in particolare nel 1843 si presentò con Vue de la vallée de Grenoble.
Nel 1846 frequentò la Scuola di Barbizon, stringendo amicizia con i pittori Jean-Baptiste-Camille Corot, Théodore Rousseau, Charles-François Daubigny e Narcisse Diaz, che lo istruirono sulla pittura en plein air nella zona di Parigi. In quel periodo, Achard soggiornò a Auvers-sur-Oise.
Tra il 1858 e il 1859, Achard visse a Honfleur, nella fattoria Saint-Siméon, luogo rinomato per essere un ritrovo di artisti. Tra i suoi compagni di soggiorno ci furono Eugène Boudin e Claude Monet. Successivamente, ebbe problemi finanziari e di salute che lo spinsero a ritirarsi a partire dal 1870 a Grenoble, dove morì in povertà nel 1884. Fu sepolto nel Cimitero di Saint-Roch.

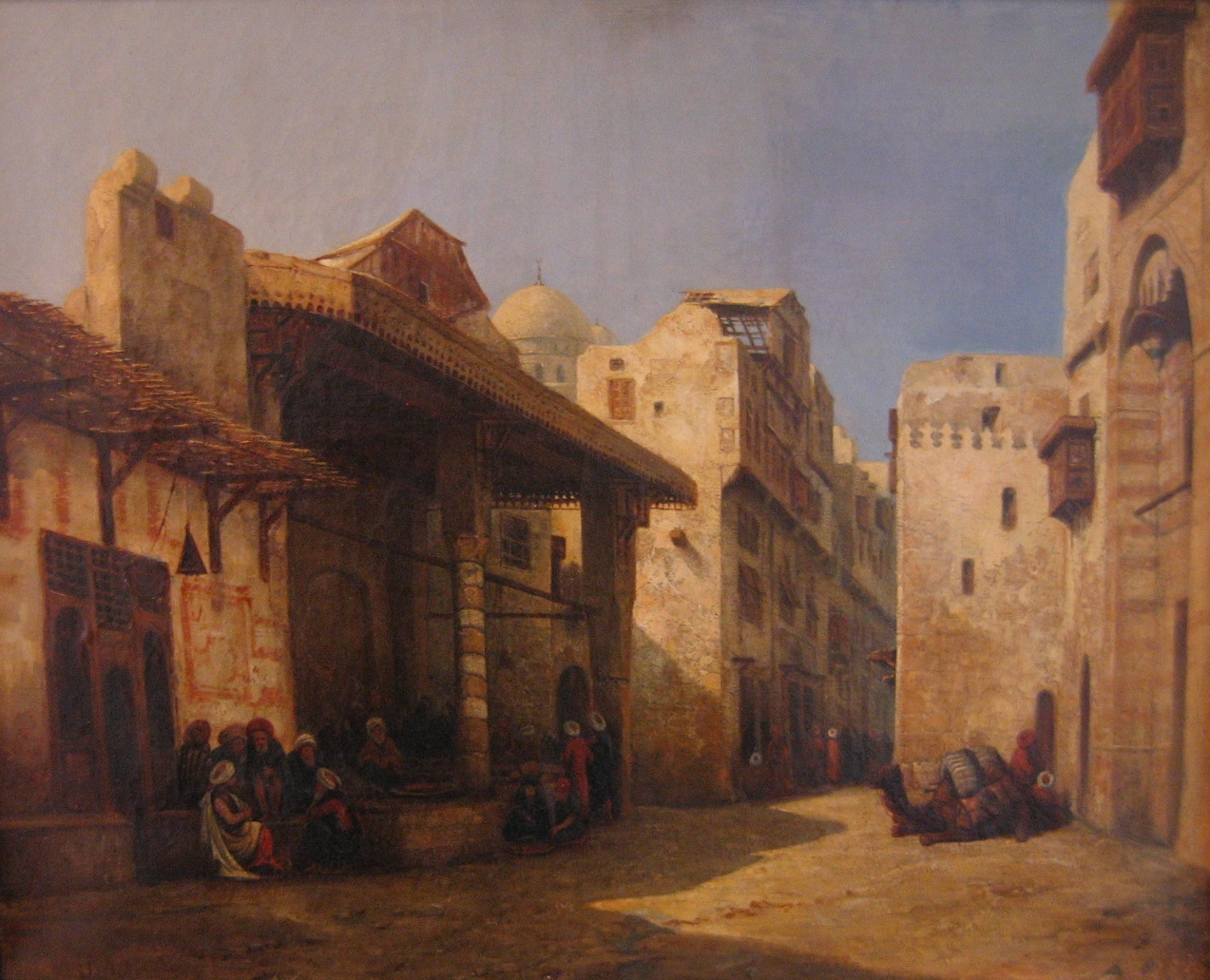
Rue du Caire, di Jean Achard

## Opere

### Pittura

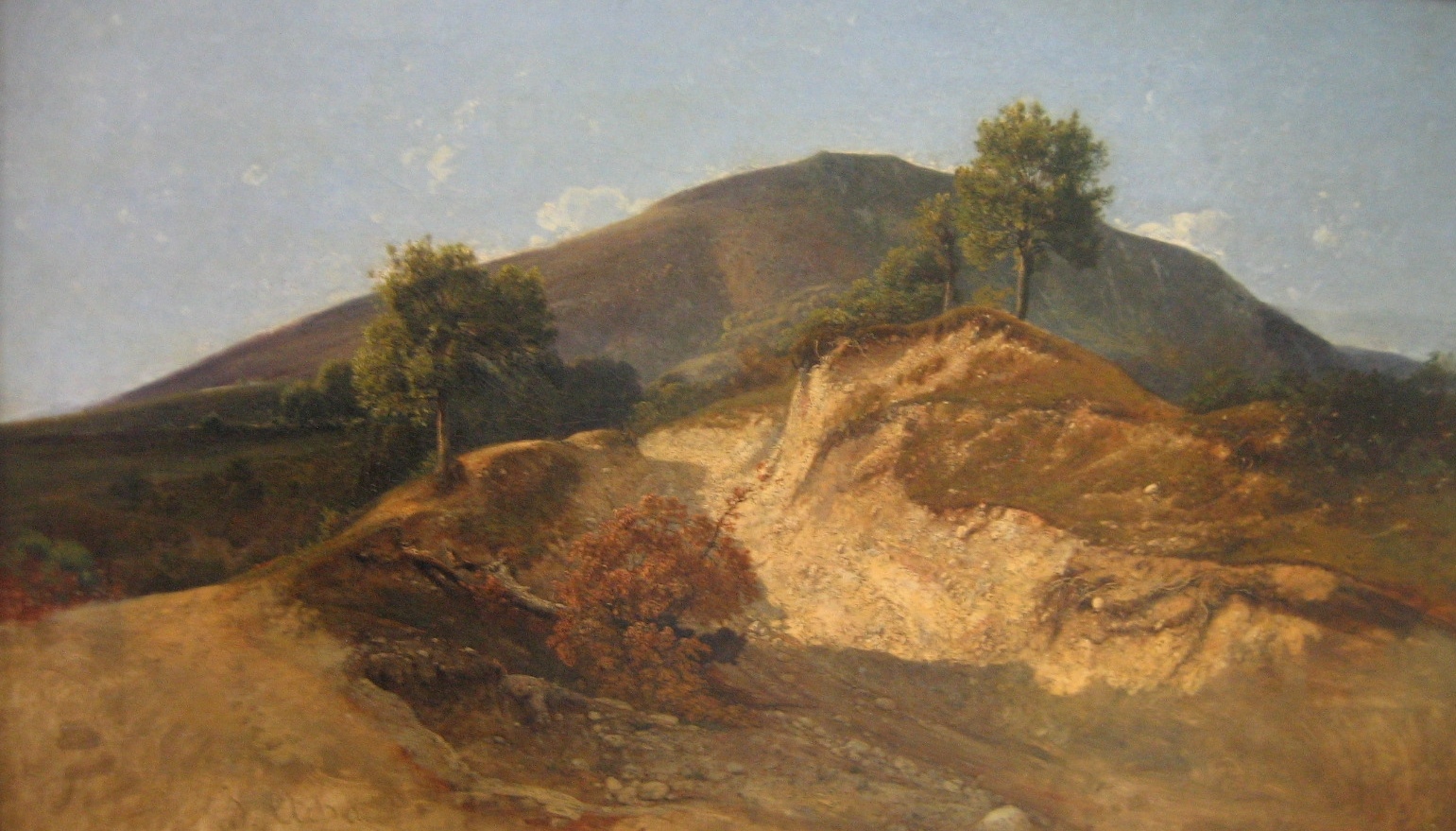
Paysage dauphinois, di Jean Achard

Jean Achard è conosciuto per i suoi dipinti raffiguranti il paesaggio del Delfinato, che gli fecero guadagnare il titolo di "Maestro dei paesaggi del Delfinato". È inoltre considerato il capostipite della Scuola del Delfinato, che include, tra gli altri, Laurent Guétal, Ernest Victor Hareux e Charles Bertier.
Molte opere di Achard sono esposte al Museo di Grenoble, tra cui Paysage, vue de Saint-Egrève (près de Grenoble) e La chaumière. Altre opere sono esposte al Louvre, al Museo di belle arti di Chambéry e al Castello di Fontainebleau.

### Acquaforte
Achard fu un ottimo incisore, con più di sessanta acqueforti realizzate. Le prime stampe raffiguravano i suoi dipinti; successivamente, si concentrò più su viste di boschi.

## Allievi
Henri Harpignies fu allievo di Achard a Parigi. Dopo il suo ritorno a Grenoble, Achard influenzò artisti come Laurent Guétal, Charles Bertier e Édouard Brun, che seguirono fedelmente i suoi insegnamenti. Fu maestro e consigliere per la generazione dei giovani pittori del Delfinato a Proveysieux, tra cui c'erano Théodore Ravanat, Jacques Gay e Henri Blanc-Fontaine.

## Retaggio

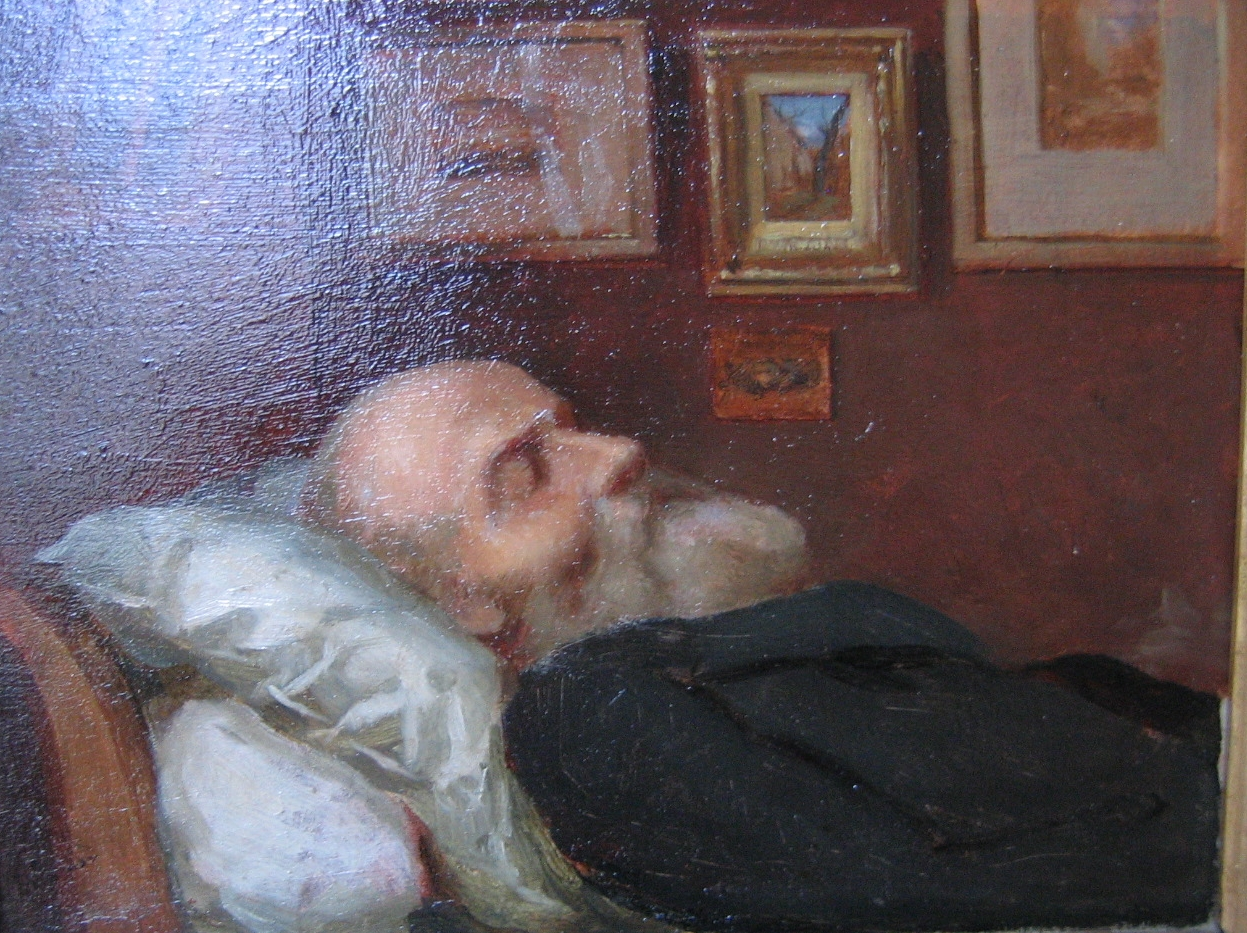
Jean Achard sul letto di morte, di Jules Bernard

Jean Achard fu rappresentato spesso nelle opere dei suoi amici e studenti, tra cui:
- Victor Sappey: molti disegni a matita e inchiostro, conservati nella biblioteca di Grenoble
- Eugene Faure: Museo di Grenoble
- Henry Ding: busto in marmo conservato al Museo di Grenoble
- Henri Blanc-Fontaine: ritratto conservato al Museo di Grenoble
- Jacques Gay: disegno a matita conservato al Museo del Delfinato
- Stéphane Baron: Museo dell'Assistenza Pubblica-Ospedali di Parigi
- Eugène Boudin: acquerello del 1867, rappresentante Jean Achard in compagnia di Johan Barthold Jongkind, Émile van Marcke e Claude Monet
- Jules Bernard: Jean Achard sul letto di morte, Museo Hébert di La Tronche